# Great British Railways
Die Great British Railways (GBR) sind   seit 2024 die staatliche Eisenbahngesellschaft des Vereinigten Königreichs (ohne Nordirland; dort führt die nordirische Regierung wieder den gesamten Eisenbahnverkehr).

## Vorgeschichte
Großbritanniens Eisenbahnsystem wurde ursprünglich von privaten Unternehmen gebaut und betrieben, wurde aber durch den Transport Act 1947 verstaatlicht und von da an von British Railways (ab 1965 als British Rail firmierend) bis zur Privatisierung betrieben, die 1994 begann und 1997 abgeschlossen wurde. Zu diesem Zeitpunkt wurden Infrastruktur, Personen- und Güterverkehr getrennt. Die Infrastruktur befand sich von 1994 bis 2002 in Privatbesitz und wurde von Railtrack betrieben, als sie renationalisiert und an Network Rail übertragen wurde. Der Güterverkehr wird von einer Reihe von Unternehmen (Direct Rail Services, Freightliner, DB Cargo UK (vormals EWS) und GB Railfreight) betrieben, die aus den Unternehmen hervorgegangen sind, die während der Privatisierung in den 1990er Jahren gegründet wurden.
Wales und Schottland haben den Schienenpersonennahverkehr bereits wieder verstaatlicht.

## Geschichte
Nachdem die Labour Party die Wahlen 2024 gewonnen hatte, wurde bekannt gegeben, dass der Infrastrukturbetreiber „Network Rail“ mit den ohnehin schon staatlichen Auffanggesellschaften fusioniert werden soll und die Eisenbahnen im Rahmen der Pläne der Regierung wieder in öffentliches Eigentum zu überführt werden sollen. Es wird erwartet, dass auch die restlichen Bahngesellschaften nach dem Auslaufen der Konzessionen in das neue Unternehmen integriert werden. Die erste so verstaatlichte Eisenbahnunternehmen war die South Western Railway, deren Verkehrsleitungen zum 25. Mai 2025 von DfT Operator, Unternehmen des Department for Transport, übernommen wurden.

## Ziele
Das Eisenbahnwesen Großbritanniens soll nach der Privatisierung der British Rail 1997 wieder teilverstaatlicht werden, nachdem die Verkehrsziele der vergangenen Jahrzehnte massiv verfehlt wurden. Hauptsitz soll die Stadt Derby in England werden. Diese staatliche Behörde besitzt und führt zukünftig die Eisenbahninfrastruktur und die Bahnhöfe und hat die Aufsicht über die verschiedenen Eisenbahnunternehmen. Darüber hinaus vergibt die GBR Verträge für Personenzugdienste, legt die Fahrpreise und Fahrpläne fest und kontrolliert die Erhebung von Fahrgeldeinnahmen mit Ausnahme von Diensten, die vollständig innerhalb von Schottland und Wales liegen.
Ein weiteres Ziel ist es, mehr Güterverkehr in Großbritannien auf die Schiene zu verlagern, um die Straßen zu entlasten und die Klimaschutzziele zu erreichen. Ein Beispiel für die neu aufgenommene Förderung des Schienengüterverkehrs ist die nach Jahrzehnten wieder aufgenommene Verladung von Holz auf Güterzüge in Wales.